# Самоковска епархия
Самоковската епархия (на сръбски: Самоковска епархија, на гръцки: Ιερά Μητρόπολη Σαμακοβίου) е историческа православна епархия, митрополия, с център град Самоков, съществувала през периода 1557 – 1878 година в Османската империя и от 1878 година и до закриването си в 1907 година в Княжество България.

## История
През периода 1557 – 1766 година Самоковската митрополия е в състава на Печката патриаршия, през периода 1766 - 1870 г. - в състава на Цариградската патриаршия. Присъединена е към Българската екзархия веднага след учредяването и (1870). Според екзархийския устав от 1871 г. няколко епархии трябва да бъдат закрити след смъртта на титулярните им митрополити. След смъртта на кюстендилския митрополит Иларион през 1884 г. е закрита Кюстендилската епархия, а през 1907 г. след смъртта на самоковския митрополит Доситей е закрита и Самоковската епархия. Техните диоцези преминават към Софийската епархия.
Територията на Самоковската митрополия обхваща Самоковско, Дупнишко, Горноджумайско, Крупнишко и Разложко. След 1878 година от епархията се отделя Горноджумайската каза, която се присъединява към Мелнишката епархия на Цариградската патриаршия.

## Митрополити
На Печката патриаршия (Самоковски)
| Име      | Име                                     | Години                                                   | Забележка | Години           |
| -------- | --------------------------------------- | -------------------------------------------------------- | --------- | ---------------- |
| Йоасаф   | Јоасаф                                  | споменава се в 1578 г.                                   |           |                  |
| Ананий   | Ананије                                 | споменава се в приписка от XVI-XVII век                  |           |                  |
| Висарион | Висарион                                | споменава се в 1683 г.                                   |           |                  |
| Нектарий | Нектарије                               | споменава се в 1703-4 и 1706 г.                          |           |                  |
| Даниил   | Даниил                                  | споменава се в 1712 г.                                   |           |                  |
| Доситей  | Доситеј                                 | споменава се след 1712 г.                                |           |                  |
| Висарион | Висарион                                | споменава се след 1715 г.                                |           |                  |
| Кирил    | Кирило                                  | споменава се в 1725 г.                                   |           |                  |
| Ефрем    | Јефрем                                  | споменава се в 1732 г.                                   |           | ? - 4 април 173? |
| Симеон   | 28 август 1734 г. - 21 август 1737 г. † |                                                          |           | ? - 1737         |
| Мелетий  | Мелетије                                | споменава се в 1744 г.                                   |           |                  |
| Антим    | Антим                                   |                                                          |           |                  |
| Серафим  | Серафим                                 |                                                          |           |                  |
| Неофит   | Неофит                                  | споменава се в 1753, 1766 и 1771 г. - 16 април 1778 г. † |           | ? - 1778         |

На Вселенската патриаршия (Σαμακοβίου)
| Име        | Име      | Години                           | Забележка                         | Години            |
| ---------- | -------- | -------------------------------- | --------------------------------- | ----------------- |
| Филотей    | Φιλόθεος | април 1778 - 1819                | подал оставка                     | ? - около 1820    |
| Йеротей    | Ιερόθεος | май 1819 - юли 1826              | в силиврийски м.                  | ? – 1853          |
| Игнатий    | Ιγνάτιος | юли 1826 - 9 юни 1829 †          |                                   | ? - 1829          |
| Игнатий II | Ιγνάτιος | 1829 - 16 ноември 1837           | по-късно дабробосненски м.        | около 1800 - 1852 |
| Йеремия    | Ιερεμίας | 16 ноември 1837 – юни 1846       | в касандрийски м.                 | ? - около 1875    |
| Матей      | Ματθαίος | юни 1846 – май 1861              | от бивш ганоски м., подал оставка | ? - 1862          |
| Неофит     | Νεόφυτος | 13 май 1861 – 11 декември 1861 † | от струмишки м.                   | ? - 1861          |
| Иларион    | Iλαρίων  | 23 октомври 1872 - 16 юли 1874   | от ксантийски м., в костурски м.  | 1817 - 1889       |

Българската екзархия
| Име     | Име | Години                        | Забележка | Години      |
| ------- | --- | ----------------------------- | --------- | ----------- |
| Доситей |     | 25 април 1872 - 14 юни 1907 † |           | 1837 - 1907 |